# Klira

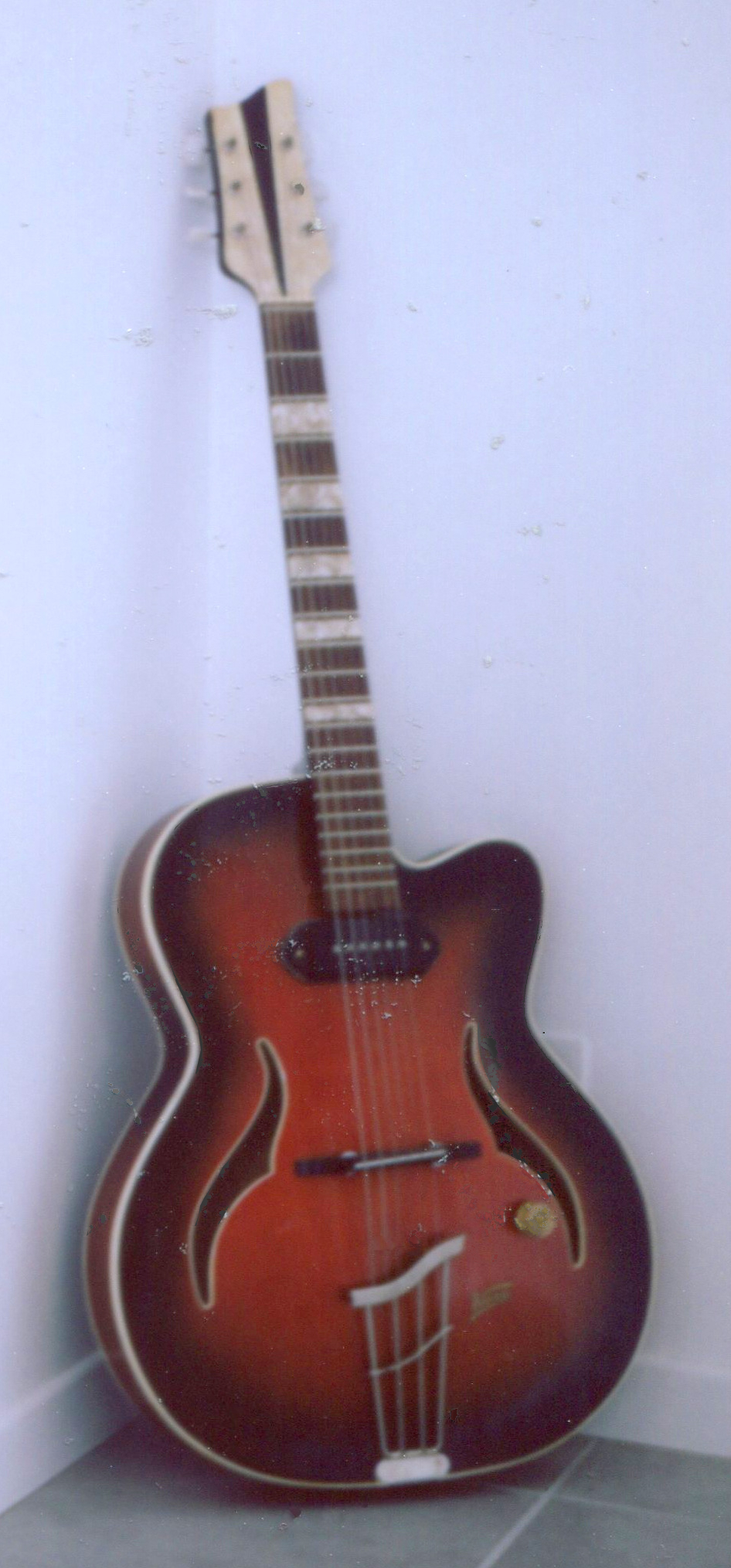
Guitare semi-acoustique Klira, produite vers 1960

Klira est une marque allemande de guitares qui a été une des plus populaires d'Europe dans les années 1960 et dont l'activité s'est prolongée jusqu'au début des années 1980.

## Biographie
Elle appartenait à une firme créée en 1887 à Schönbach, en Bohème alors autrichienne, par le maître-luthier Johannes Klier. Sa spécialité originelle était les instruments à cordes frottées. À la mort du fondateur en 1918, son fils Otto Joseph reprit la direction de l'entreprise, dès lors connue sous le nom de Otto Jos. Klier, qui se fit une bonne réputation dans la fabrication de violons. À la fin des années 1920 elle en aurait produit jusqu'à 50 000 par an.
Au lendemain de la Seconde Guerre mondiale la société fut expropriée par les nouvelles autorités tchèques, et en 1948 toute la population de la région (Allemands des Sudètes) fut expulsée. La famille d'Otto Klier se réfugia en Allemagne de l'Ouest, en Franconie, d'abord à Erlangen/Elsterdorf, dans une auberge où Otto Joseph Klier reprit immédiatement la production artisanale de violons. L'activité fut bientôt transférée dans un hangar situé à Poxdorf/Hagenau, et trouva enfin une implantation stable à partir de janvier 1950 dans la ville de Bubenreuth, au voisinage de confrères tels que Höfner et Framus, eux aussi repliés depuis Schönbach.
Les guitares, vendues sous la marque Klira, devinrent bientôt le cœur de métier de la société, qui employa jusqu'à 110 personnes dans les années 1960. Par rapport à ses grands confrères de la région (Höfner, Framus, Hoyer), la production de Klira était en majorité positionnée en entrée de gamme, mais son haut de gamme n'avait rien à envier à celui des luthiers les plus réputés. Klira a produit beaucoup de guitares électriques économiques livrées sans logo ou commercialisées sous des marques de distributeurs, comme « Triumphator », utilisée par la société de vente par correspondance Quelle.
Cette activité guitares a pris fin en 1982. Mais il demeure de la tradition initiée par Johannes Klier en 1887 un atelier de lutherie traditionnelle opérant aujourd'hui à Forchheim sous la raison sociale Otto Jos. Klier, retourné à la spécialité originelle de l'entreprise dans les violons, altos, violoncelles et contrebasses.
Les guitares et basses Klira offrent souvent beaucoup de ressemblance avec des modèles de Framus (leurs acoustiques des années 1970 sont pratiquement les mêmes) et de Höfner, comme si les deux firmes avaient utilisé le même réseau de sous-traitants et s'étaient partagé le marché en adoptant des positionnements complémentaires. Sur le marché de l'occasion, sont assez recherchés les modèles électriques à caisse massive recouverte de celluloïd à paillettes, typiques des premières années 1960 (leur finition se ressent d'une fabrication économique en grande série mais elles sont dotées de micros Schaller de bonne qualité), et surtout les basses de la série Twen Star, à caisse en forme de violon, inspirées des célèbres Höfner 500/1 (popularisées par Paul McCartney) mais beaucoup moins coûteuses malgré leur aspect et leur son très comparables.